# Наука и жизнь
«Нау́ка и жизнь» («укр. Наука і життя») — російський та радянський науково-популярний журнал. Заснований в 1890 році. Видання припинене в 1900 році та знову відновлене в жовтні 1934. Видається щомісячно. Наклад на 2013 рік — близько 40 000 примірників.

## Історія
- 1890 — заснований Матвієм Никаноровичем Глубоковським[ru] (1857—1903). Метою журналу проголошувалася популяризація науки. Журнал виходив раз на тиждень і був невеликим за об'ємом. Річна підписка коштувала 5 рублів.
- 1894 — видавець окрім «Науки і життя» почав також випускати журнал «Справа», практичнішої спрямованості і дешевший — всього рубль на рік.
- 1900 — вихід журналу припинився через важку хворобу редактора.
- 1904—1906 — в Петербурзі під редакцією агронома Ф. С. Груздєва виходить журнал з тією ж назвою, але іншої спрямованості.
- 1934 — видання «Науки і життя» відновлене під редакцією М. Л. Мещерякова (1865—1942).
- 1938 — «Наука і життя» стає органом Академії наук СРСР.
- Наклад у 1970-х—1980-х досягав 3 млн примірників.
- 1980 — головного редактора В. Болховітінова змінив І. Лаговський[ru].
- 2008 — головним редактором журналу стала кандидат фізико-математичних наук Олена Леонідівна Лозовська[ru], яка раніше завідувала відділом природничих наук.

### Рубрики
- Наука на марші
- Коротко про науку і техніку
- Ваш вільний час
- Діла домашні
- Розваги не без користі